# 1690年代
1690年代（せんろっぴゃくきゅうじゅうねんだい）は、西暦（グレゴリオ暦）1690年から1699年までの10年間を指す十年紀。

## できごと

### 1690年
- 日本：この頃、浮世草子盛行する。
- ボイン川の戦い。
- ジョン・フラムスティード、後の天王星を初めて観測。この時は惑星と認識されず、恒星とされた。

### 1691年
- 東北地方を中心に飢饉（元禄の飢饉、 - 1695年）。

### 1692年
- 日本と朝鮮の間で、竹島（現在の鬱陵島）をめぐる領土問題発生（竹島一件、 - 1696年）。
- ブラウンシュヴァイク＝リューネブルク選帝侯領成立。
- エドモンド・ハレー、地球空洞説を提唱。
- 北アメリカ：マサチューセッツ湾植民地、セイラムの最初の魔女裁判（セイラム魔女裁判）。

### 1693年
- イタリア：シチリア島で地震、死者8万人。

### 1694年
- 高田馬場の決闘。後の赤穂浪士堀部武庸が赤穂藩に招かれるきっかけとなる事件。

### 1695年
- ドニ・パパンが初めての蒸気機関エンジンを試作。

### 1696年
- ジャコバイトによるイングランド王ウィリアム3世暗殺未遂事件。
- スコットランド銀行営業開始。

### 1697年
- 仙台藩のお家騒動（伊達騒動）最後の事件となる伊達綱村隠居事件。
- レイスウェイク条約締結。これにより大同盟戦争（1688年 - ）、ウィリアム王戦争（1689年 - ）終結。
- スウェーデン王カール12世即位。
- ロシア、シベリア東征の末に太平洋に到達。
- シャルル・ペロー版『長靴をはいた猫』出版（物語そのものは古くからヨーロッパに伝わる民話である）。

### 1698年
- 江戸で大火（勅額火事）。
- しし座流星群大出現。

### 1699年
- 日本：長崎奉行を四名に増員する。
- カルロヴィッツ条約締結。
- 北東欧諸国が北方同盟を結成。